# Bank of China
El Banc de la Xina o Bank of China (xinès tradicional: 中國銀行, xinès simplificat: 中国银行, pinyin: Zhōngguó Yínháng: 中國銀行, xinès simplificat: 中国银行, pinyin: Zhōngguó Yínháng sovint abreujat com 中銀 o 中行, també oficialment amb el nom en anglès de Bank of China), és un dels quatre bancs comercials propietat de l'estat més grans de la República Popular de la Xina. Va ser fundat el 1912 pel Govern de la República de la Xina, en substitució del Banc de Govern de la Xina Imperial. És el banc més antic del país. Des de la seva creació fins a 1942, va emetre bitllets a nom del Govern de la República de la Xina, juntament amb els "Quatre Grans" bancs de l'època: el Banc central de la República de la Xina, el Banc Ramader de la Xina i el Banc de les Comunicacions. Encara que al principi funcionava com el banc central de la Xina, en 1948 el Banc Popular Xinès, va reemplaçar aquesta funció. Posteriorment, el Banc de la Xina va esdevenir un banc purament comercial.